# 巴伯鎮區 (阿肯色州洛根縣)
巴伯鎮區（英語：Barber Township）是位於美國阿肯色州洛根縣的一個行政鎮區。

## 地方資料
巴伯鎮區的面積為42.29平方千米，當中陸地面積為41.81平方千米，而水域面積為0.48平方千米。根據2010年美國人口普查的數據，當地共有人口380人，而人口密度為每平方千米8.99人。